# PocketBook
A PocketBook nemzetközi vállalat az e-tinta képernyős e-könyv-olvasók, negyedik legnagyobb gyártója a világon.
A vállalatot 2007-ben alapították Ukrajnában, Kijevben. Székhelye 2012 óta Svájcban, Luganóban van.

## Fejlesztés és gyártás
A PocketBook készülékeket a Foxconn, Wisky, Yitoa és más gyárakban szerelik össze.

## Az értékesítés földrajzi eloszlása
A vállalat világszerte 35 országban forgalmazza termékeit: Nyugat-, Közép- és Kelet-Európában, a Baltikumban és a Független Államok Közösségének minden országában. Európán kívül még Ausztráliában, Izraelben, Új-Zélandon és számos már országban értékesíti eszközeit. 2013 decemberéig a PocketBook több mint 2 millió készüléket értékesített.

## A PocketBook története
| Dátum | Esemény |
| ----- | --- |
| 2007  | A vállalkozás megalapítása és megkezdődik az első készülék a PocketBook 301-es fejlesztése |
| 2008  | A cég bevezeti a piacra első e-könyv-olvasóját a PocketBook 301-et. Az első modell a 2009–2010-es eredmények szerint Oroszországban a legtöbbet értékesített e-könyv-olvasó lett. (a teljes értékesített mennyisége meghaladta a 100 000-et). |
| 2009  | Megjelenik a PocketBook második típusváltozata, a PocketBook 360°, majd az első negyed év végén a harmadik is, a PocketBook 302 Cookie – a világ első e-book olvasója, amely a támogatja a Bluetooth vezeték nélküli átvitelt. |
| 2010  | PocketBook IQ 701 – Android operációs rendszerű multimédiás e-könyv olvasó. Forgalomba kerülnek az e-tintás PocketBook Pro 602 és a PocketBook Pro 902 modellek, a Pro 902 a cég első 9 hüvelykes képernyővel rendelkező e-könyv-olvasója. |
| 2011  | A PocketBook a világon elsőként okostelefonokra jellemző vezeték nélküli technológiákkal (Bluetooth, Wi-Fi és 3G) felszerelt e-könyv olvasókat hoz forgalomba – megjelenik a PocketBook Pro 603 és 903. Forgalomba kerül a PocketBook 360 Plus – a PocketBook 360 korszerűsített változata, Wi-Fi támogatással, erősebb processzorral és több memóriával. Különleges kivitele és funkciói révén a PocketBook 360 három modellfrissítést is megélt, 360, 360+ és 360+ New néven. Elindul a PocketBook készülékek gyártása a Foxconn gyár külön e célra létesített gyártósorán. Piacra kerül a PocketBook A 10" táblagép, Android 2.3.5 operációs rendszerrel, amelyet a vállalat elsőként a berlini IFA 2011 vásáron mutatott be. Megjelenik a PocketBook Basic (modellszám: 611) e-könyv olvasó, amely a 2011-es adatok alapján bekerül a francia Pixmania áruházlánc 10 legkeresettebb és legtöbbet ajánlott e-olvasója közé. |
| 2012  | Piacra kerül az Android 2.3.7. operációs rendszert futtató, multimédiás PocketBook A 7" e-könyv olvasót. Megjelenik a 6 hüvelykes, érintőképernyős Pearl e-tintás PocketBook Touch olvasó. A berlini nemzetközi IFA kiállításon és vásáron a PocketBook bemutatja a következő két új készüléket: - PocketBook Basic New – a PocketBook Basic 611 javított változata. - PocketBook SURFpad – Android 4.0.4. táblagép, amely az elsők között tartalmazza a gyárilag telepített Yandex.Store alkalmazásáruházat. |
| 2013  | A vállalat új prémium kategóriájú termékcsaládot mutat be: - PocketBook Colour Lux – a világ első színes e-tintás, beépített világítással rendelkező e-könyv olvasója. - PocketBook Touch Lux – Pearl HD képernyős, elülső megvilágítású e-könyv olvasó. - PocketBook SURFpad 2 – Android 4.0.4. operációs rendszerű, olvasásra és szórakoztatásra készült multimédiás készülék. Megjelenik a PocketBook Mini, a világ talán egyetlen 5 hüvelykes képernyővel szerelt (akár egy ingzsebben is elférő), vékony és könnyű e-tintás e-könyv olvasó. A 2013-as berlini nemzetközi IFA kiállításon és vásáron a Pocketbook bemutatja több új készülékét: - PocketBook CoverReader – a világ első kihajtható e-tintás kijelzővel szerelt okostelefon tokja (Samsung Galaxy S5 készülékekhez). - PocketBook Basic Touch – E-tintás olvasó érintőképernyős, de jobb láthatóságot biztosító Film Touch technológiájú képernyővel. - PocketBook SURFpad 3 (7,85’’) és PocketBook SURFpad 3 (10’’) Android tabletek. Az Autodesk Egyetem Los Angeles-i nemzetközi kiállításán bemutatják a PocketBook CAD Readert. Ez a 13 hüvelykes képernyővel rendelkező készülék, elsősorban építészeti és egyéb tervrajzok megtekintésére és szerkesztésére készült, egyedi EPD Fina típusú e-tintás kijelzőt kapott. |
| 2014  | A Touch Lux második generációja Red Dot Design terméktervezői díjat nyer. Ez a világ egyik legrangosabb dizájn elismerésre. 2014 elején a PocketBook tovább bővíti piacát és megkezdi készülékei forgalmazását a Benelux államokban. Egyúttal a portfólió is frissítésre kerül: forgalomba hozzák a világ első víz és por állót (IP57-es védelemmel rendelkező) e-könyv-olvasóját a PocketBook Aqua készüléket. Illetve ez év májusában piacra kerül a szintén kuriózumnak számító hátlapi kamerával szerelt PocketBook Ultra is. Még két újabb modellt jelent be a cég 2014-ben: a szabvány B5-ös papírméretnek megfelelő, 8 hüvelykes kijelzővel szerelt PocketBook InkPad első generációját és a Sense típusnevű, beépített fényszenzorral rendelkező e-olvasót. Ez a készülék a környezeti fényt figyelembe véve képes háttérvilágításának fényerejét változtatni. |
| 2015  | A PocketBook egy új szoftveres megoldást mutat be, elsősorban e-könyvek kiadásával és terjesztésével foglalkozó vállalatok számára. A fejlesztés neve PocketBook Digital, mely komplex kereskedelmi megoldást kínál az elektronikus könyvek forgalmazására, beleértve az online értékesítést akár az e-könyv-olvasó készülékeken, akár egyéb digitális eszközökön. A rendszer fontos része a PocketBook Cloud, a felhasználók számára fejlesztett felhőalapú tárolást biztosító felület, amely az e-olvasókból és egyéb alkalmazásokból egyaránt elérhető. A 2015-ös berlini IFA kiállításon a cég bemutatja új zászlóshajóját, az immáron Carta HD (1024 × 758 pixel) kijelzővel szerelt, több funkcionális újdonsággal is rendelkező PocketBook Touch Lux 3 modellt. |
| 2016  | Egy 13,3 hüvelykes, hajlékony e-tinta képernyővel rendelkező PocketBook e-könyv-olvasó prototípus ismét Red Dot Design díjat nyer. A nyerteseket 41 szakértő választotta ki 5200, a világ minden tájáról bemutatott termék- és egyéb innovációból. A vállalat újabb modelleket vezet be a piacra: - A korábbi zászlóshajó a Touch Lux 3 egy divatos RubyRed fantázianevű (rubinvörös) burkolattal ellátott verzióját. - Az InkPad második generációját, megnövelt kijelzőfelbontással, háttérvilágítással és erősebb processzorral. - És év végén bemutatják a PocketBook Touch HD-t, 6 hüvelykes Carta fullHD (1072×1448 px) kijelzővel rendelkező, hangfájlok lejátszására is alkalmas új csúcsmodellt. |
| 2017  | Ebben az évben nyáron érkezett meg a boltok polcaira az Aqua második generációja, Carta HD kijelzővel, háttérvilágítással és továbbra is az IP57-es szabványnak megfelelő víz- és porálló védelemmel. 2017 márciusában a PocketBook második üzleti negyedévének kezdetén a céget megnyerte a „DISTREE Diamonds Award 2017” „Otthoni szórakoztató és elektronikai készülékek” kategóriájának díját. Év végén került piacra a Touch HD 2, melyben a legújabb SMARTlight technológia is helyet kapott. Az új megoldásnak köszönhetően nem csak a háttérvilágítás intenzitása, hanem annak színhőmérséklete is szabályozható, ráadásul a készülék képes a napszaknak megfelelően automatikusan beállítani ezt az értéket, ha a felhasználó így dönt. Szintén év végén jelentették be az InkPad harmadik generációját, mely ugyanúgy megkapta SMARTlight funkciót. Mindemellett a burkolatot teljesen áttervezték. új, az előző modellhez képest dupla erősségű processzort és dupla tárhelyet kapott. |

## Legutóbbi díjak és kitüntetések
| Készülék                             | Díj                         | Kategória                                                         | Ország/év          |
| ------------------------------------ | --------------------------- | ----------------------------------------------------------------- | ------------------ |
| PocketBook Touch Lux                 | allesebook.de               | A legjobb e-tintás olvasó                                         | Németország (2013) |
| PocketBook Touch Lux                 | Tablet PC                   | A legjobb e-tintás olvasó                                         | Németország (2013) |
| PocketBook SURFpad 2                 | The-eBook minőségi garancia | Legjobb tablet                                                    | Oroszország (2013) |
| Pocketbook SURFpad 2                 | allesebook.de               | Teszt győztes                                                     | Németország (2013) |
| Pocketbook Touch Lux                 | SFT Magazins                | Legjobb E tintás olvasó                                           | Németország (2013) |
| Pocketbook Mini                      | Tablet PC                   | Legjobb E tintás olvasó                                           | Németország (2013) |
| PocketBook SURFpad 3 (7,85’’)        | Tablet PC                   | Legjobb E tintás olvasó                                           | Németország (2013) |
| PocketBook Touch Lux                 | The-eBook Bajnokság 2013    | Legjobb E tintás olvasó                                           | Oroszország (2013) |
| Pocketbook Mini                      | The-eBook Bajnokság 2013    | Legjobb E tintás olvasó                                           | Oroszország (2013) |
| PocketBook Touch Lux 2               | Red Dot 2014                | Legjobb formatervezés                                             | Németország (2014) |
| PocketBook Touch Lux 2               | Ebook-Reader-Vergleich.de   | Szerkesztők választása                                            | Németország (2014) |
| PocketBook e-könyv-olvasó prototípus | Red Dot 2015                | Legjobb termékdizájn                                              | Németország (2015) |
| PocketBook                           | DISTREE Diamonds Award      | PC-k, táblagépek és e-könyv-olvasók kategória győztes             | EMEA (2016)        |
| PocketBook                           | DISTREE Diamonds Award      | Otthoni szórakoztató és elektronikai készülékek kategória győztes | EMEA (2017)        |
| PocketBook Touch HD                  | Computer Bild               | Kiemelt szerkesztői ajánlás                                       | Németország (2017) |
| PocketBook Touch HD                  | HiFi Test                   | Kiemelt szerkesztői ajánlás                                       | Németország (2017) |

## A PocketBook projektjei
KidRead – ez a projekt a gyerekek mobileszköz-használati idejének kezelését kívánja segíteni. A különleges alkalmazás célja, hogy rászoktassa a gyerekeket az olvasásra, valamint figyelemmel kísérje és értékelje irodalmi ismereteiket. A KidRead projekt két része a kidread.com webhely és a multimédiás olvasókhoz és táblaszámítógépekhez készült Android alkalmazás.
ReadRate – kereső és ajánló szolgáltatás, amelynek fő célja, hogy segítse a felhasználókat a könyvek választásában. A ReadRate online platform tájékoztatja a felhasználókat a legnépszerűbb könyvekről, valamint értékeléseket, kedveltségi rangsort, visszajelzéseket és más felhasználók által írt könyvkritikákat közöl.
BookLand – a PocketBook elektronikus platformja, amelynek a célja, hogy előmozdítsa az elektronikus szépirodalmi, oktatási és referencia könyvek, valamint időszaki kiadványok értékesítését. A BookLand több mint 1 500 000 címet kínál elektronikus formában, 17 nyelven.
PocketBook Digital – Új szoftveres megoldás elsősorban e-könyvek kiadásával és terjesztésével foglalkozó vállalatok számára. PocketBook Digital komplex kereskedelmi megoldást kínál az elektronikus könyvek forgalmazására, beleértve az online értékesítést akár az e-könyv-olvasó készülékeken, akár egyéb digitális eszközökön. A rendszer fontos része a PocketBook Cloud, a felhasználók számára fejlesztett felhőalapú tárolást biztosító felület, amely az e-olvasókból és egyéb alkalmazásokból egyaránt elérhető.

## Külső hivatkozások
- Hivatalos, magyar nyelvű honlap PocketBook
- Hivatalos honlap KidRead
- Hivatalos honlap ReadRate Archiválva 2014. január 26-i dátummal a Wayback Machine-ben
- Hivatalos honlap BookLand Archiválva 2014. február 15-i dátummal a Wayback Machine-ben
- Hivatalos honlap PocketBook Digital Archiválva 2018. április 2-i dátummal a Wayback Machine-ben